# Cherleria baldaccii
Cherleria baldaccii là loài thực vật có hoa thuộc họ Cẩm chướng. Loài này được Eugen von Halácsy mô tả khoa học đầu tiên năm 1900 dưới danh pháp Alsine baldaccii. Năm 1919 Johannes Mattfeld chuyển nó sang chi Minuartia thành Minuartia baldaccii. Năm 2017 Abigail J. Moore và Markus S. Dillenberger chuyển nó sang chi  Cherleria.

## Đặc điểm
C. baldaccii là một loài uốn lượn. Nó khác biệt ở chỗ có hoa to lớn hơn các loài Balkan khác và các cành sinh dưỡng ngắn, bò trườn thay vì có các các cành sinh dưỡng từ thẳng đứng tới hướng lên.

## Phân bố
Loài bản địa Albania và tây bắc Hy Lạp.